# Jakobčić
Jakobčić je plemenitaška obitelj bačkih Hrvata.
Tematski je obrađena u Leksikonu podunavskih Hrvata – Bunjevaca i Šokaca.
U 18. stoljeću imala je posjed u Varaždinskoj županiji Hum, današnji Breznički Hum.
Plemstvo je dobila (poslije) 1800. godine te s obzirom na vrijeme stjecanja plemićkog statusa i periodizaciju koja je u svezi sa značajnim događajima iz povijesti bačkog kraja i hrvatskog naroda (od 1446. do 1688., od 1690. do 1699., tijekom 1700–tih, (poslije 1800.) spada u četvrtu skupinu. S njima su u toj skupini obitelji Josić i Kujundžić. Plemstvo je dobio Šimun Jakopčić iz Subatice 1816. godine. Plemićku je diplomu 18. svibnja 1815. dobio Šime Jakobčić, unuk Mihovila. 29. kolovoza 1815. diploma je proglašena u Segedu. Plemićke su diplome tom prigodom dobili Šimini sinovi Josip i Mirko, a proglašene su u Bačkoj županiji 15. siječnja 1816. godine. Sredinom stoljeća Josip sa sinovima Mirkom i Josipom živi u Subotici.
Poznati pripadnici obitelji su zemljoposjednik Bela Florijan (Mirkov sin), mačevalac Eugen (Mirkov praunuk), poduzetnik i bankar Mirko (Mirkov unuk), slikar Ivan, mačevalac András (Mirkov čukununuk) i Vilim Conen Jakobčić mlađi (Mirkov praunuk). Jakobčići su imali salaš kod Male Bosne kod kojeg je bio poznati zavjetni križ kraj kojeg su se zaustavljali hodočasnici na putu za Jud. Jakobčići su imali zemljište na istoku Subotice, po kojem je nazvano naselje Jakobčić-Selo. Toponim je poslije nestao parcelizacijama, jer je postao dijelom većeg gradskog naselja Malog Radanovca.